# 兎図 (徳川家光の絵画)
『兎図』（うさぎず）は江戸幕府第3代将軍徳川家光によって描かれた水墨画である。

## 作品
切り株の上に座り、まっすぐ正面を見つめるウサギを描いている。中国の思想家韓非が著した『韓非子』に記述のある「守株待兎（株を守りて兎を待つ）」という故事をモチーフとしたとされる。
毛の表現に拘って制作されたと見られ、美術史家の金子信久は、「いったん筆に墨をつけた後、それを拭き取ってそれをぱさぱさに近い状態にしてから、頭部を中心に、放射状に紙をこするようにして体を描いていった」と推察しており、兎を真正面から捉えた構図という意味では狩野派の作品や兜などに用いられる飾り鍬形などとの類似性を指摘している。兎の身体の輪郭線は意図的に描かれておらず、耳の部分は破線で全体を象っている。一見サングラスのような目も実物の兎の白目がほとんどないという特徴を捉えて表現している。家光の独自のイメージで実物に迫ろうとして既存の画法を無視して表現する傾向は他の作品にも見られ、これを金子は「家光リアリズム」と称している。
美術作品として取るに足らない将軍のお遊びと評されたり、単にうまく描けなかった絵が現代の価値基準で面白く見えているだけといった評もある。金子はこうした評価に一定の理解を示しつつも、どの作品も入念に仕上げており、その雰囲気からも、家光自身が制作を楽しんでいた様子が伝わってくると評している。
個人が所有している作品で、表装の施された二重箱に入っている点などから家臣に下賜した作品とみられている。中箱の表に「大猷院御筆兎御絵」と、家光の諡号が記されている。